# Championnat de Jordanie de football 2016-2017
Navigation
Saison précédente Saison suivante
La saison 2016-2017 du Championnat de Jordanie de football est la soixante-huitième édition du championnat de première division en Jordanie. La compétition est disputée sous forme de poule unique où les douze meilleurs clubs du pays s'affrontent deux fois au cours de la saison, à domicile et à l'extérieur. En fin de saison, les deux derniers du classement sont relégués et remplacés par les deux meilleurs clubs de deuxième division.
C'est Al-Faisaly Club qui est sacré cette saison après avoir terminé en tête du classement final, avec deux points d'avance sur Al-Jazira Amman et quatre sur Al-Weehdat Club. Il s'agit du trente-troisième titre de champion de Jordanie de l'histoire du club, qui réussit même le doublé en s'imposant face à Al-Jazira en finale de la Coupe de Jordanie.

## Les clubs participants
- Al-Weehdat Club
- Al-Faisaly Club
- Al-Jazira Amman
- That Ras
- Al Buqa'a
- Al Hussein Irbid
- Al Ramtha Sports Club
- Al-Sareeh SC
- Shabab Al-Ordon Club
- Shabab Al-Hussein – Promu de D2
- Mansheyat Bani Hasan – Promu de D2
- Al-Ahli Amman

## Compétition
Le barème utilisé pour établir le classement est le suivant :
- Victoire : 3 points
- Match nul : 1 point
- Défaite : 0 point

### Classement
| Rang | Équipe                | Pts | J  | G  | N | P  | Bp | Bc | Diff |
| ---- | --------------------- | --- | -- | -- | - | -- | -- | -- | ---- |
| 1    | Al-Faisaly ClubC      | 46  | 22 | 13 | 7 | 2  | 32 | 11 | +21  |
| 2    | Al-Jazira Amman       | 44  | 22 | 12 | 8 | 2  | 37 | 19 | +18  |
| 3    | Al-Weehdat ClubT      | 42  | 22 | 11 | 9 | 2  | 32 | 13 | +19  |
| 4    | Mansheyat Bani HasanP | 39  | 22 | 12 | 3 | 7  | 27 | 18 | +9   |
| 5    | Al Ramtha Sports Club | 33  | 22 | 8  | 9 | 5  | 22 | 17 | +5   |
| 6    | Al Hussein Irbid      | 30  | 22 | 7  | 9 | 6  | 26 | 29 | -3   |
| 7    | Al-Ahli Amman         | 27  | 22 | 7  | 6 | 9  | 25 | 26 | -1   |
| 8    | Shabab Al-Ordon Club  | 24  | 22 | 7  | 3 | 12 | 27 | 31 | -4   |
| 9    | That Ras              | 19  | 22 | 4  | 7 | 11 | 15 | 27 | -12  |
| 10   | Al Buqa'a             | 19  | 22 | 4  | 7 | 11 | 19 | 36 | -17  |
| 11   | Al-Sareeh SC          | 18  | 22 | 4  | 6 | 12 | 18 | 34 | -16  |
| 12   | Shabab Al-HusseinP    | 14  | 22 | 2  | 8 | 12 | 15 | 34 | -19  |

|  | Qualification pour la Ligue des champions de l'AFC 2018                                  |
|  | Qualification pour la Coupe de l'AFC 2018                                                |
|  | Relégation directe en deuxième division                                                  |
|  | T : Tenant du titre C : Vainqueur de la Coupe de Jordanie P : Promu de deuxième division |

### Matchs
| Résultats (▼dom., ►ext.) | AHL | BAQ | FSY | HUS | JAZ | RAM | SAR | WEH | MAN | SAH | ORD | THR |
| Al-Ahli Amman            |     | 1-0 | 1-2 | 2-2 | 0-0 | 0-0 | 1-2 | 1-2 | 0-1 | 0-0 | 0-3 | 2-0 |
| Al Buqa'a                | 0-4 |     | 0-2 | 1-2 | 1-3 | 0-0 | 0-1 | 0-0 | 2-1 | 1-2 | 1-1 | 2-1 |
| Al-Faisaly Club          | 1-3 | 3-0 |     | 1-1 | 0-1 | 1-0 | 1-0 | 2-1 | 0-0 | 4-0 | 5-0 | 1-0 |
| Al Hussein Irbid         | 3-1 | 1-1 | 1-2 |     | 2-5 | 0-2 | 1-1 | 0-3 | 2-1 | 1-1 | 2-1 | 0-0 |
| Al-Jazira Amman          | 2-0 | 4-1 | 1-1 | 1-1 |     | 1-0 | 0-1 | 1-1 | 0-3 | 0-0 | 2-0 | 4-0 |
| Al Ramtha Sports Club    | 0-1 | 2-2 | 0-0 | 0-0 | 1-1 |     | 2-1 | 0-0 | 1-2 | 2-1 | 1-0 | 2-1 |
| Al-Sareeh SC             | 0-0 | 0-0 | 1-2 | 0-2 | 1-1 | 3-5 |     | 1-1 | 1-2 | 2-2 | 1-3 | 0-1 |
| Al-Weehdat Club          | 1-1 | 3-0 | 0-0 | 2-1 | 1-2 | 0-0 | 4-0 |     | 2-1 | 1-0 | 1-0 | 2-0 |
| Mansheyat Bani Hasan     | 2-0 | 2-0 | 0-2 | 2-0 | 0-1 | 0-0 | 1-0 | 0-3 |     | 2-1 | 1-2 | 2-1 |
| Shabab Al-Hussein        | 1-3 | 1-3 | 1-1 | 1-1 | 0-1 | 0-3 | 2-0 | 1-1 | 0-2 |     | 0-2 | 0-2 |
| Shabab Al-Ordon Club     | 2-3 | 1-3 | 0-1 | 0-1 | 2-3 | 3-0 | 1-2 | 2-3 | 0-0 | 2-1 |     | 2-0 |
| That Ras                 | 2-1 | 1-1 | 0-0 | 1-2 | 3-3 | 0-1 | 2-0 | 0-0 | 0-2 | 0-0 | 0-0 |     |

## Bilan de la saison
| Championnat de Jordanie de football 2016-2017         |                             |
| Champion                                              | Al-Faisaly Club (33e titre) |
| Coupes et trophées                                    |                             |
| Vainqueur de la Coupe de Jordanie 2016-2017           | Al-Faisaly Club             |
| Qualifications continentales                          |                             |
| Ligue des champions de l'AFC 2018 (tour préliminaire) | Al-Faisaly Club             |
| Coupe de l'AFC 2018                                   | Al-Jazira Amman             |
| Promotions et relégations                             |                             |
| Promus en Jordan League                               | Shabab Al-Aqaba Club        |
| Promus en Jordan League                               | Al Yarmouk Amman            |
| Relégués en First Division                            | Al-Sareeh SC                |
| Relégués en First Division                            | Shabab Al-Hussein           |